# 天海=明智光秀説
南光坊天海＝明智光秀説（なんこうぼうてんかい＝あけちみつひでせつ）は、江戸時代初期、幕政に大きな影響力を持った僧・天海と、戦国武将の明智光秀は同一人物であるとする巷説。フィクションで採用されたことで広く知られているが、専門の歴史家の著した書籍で事実と扱われたものはなく、信憑性はかなり低いとされている。

## 説が生まれた背景
天海（慈眼大師天海）は高名な僧であった割には前半生が詳細には知られていなかった。『天海傅（全2巻）』『東海記』『胤海記（東叡山開山慈眼大師縁起）』は天海の業績を記した江戸時代の文書だが、蘆名氏の縁者で会津の出身とあるだけで、生誕地や歳時を明確には記述していなかった。
大正5年（1916年）に天海の伝記『大僧正天海』を刊行した須藤光暉は、天海は船木兵部少輔景光と妻の蘆名氏の子であるという『東海記』の記述を採用しているが、天海の両親と生年について9つの異説があるとして以下のごとく列記して説明している。
1. 第11代将軍足利義澄の子、永正6年9月18日生まれ（『福山藩士三浦小五郎系譜』）[4]
2. 下野国の守護宇都宮正綱の妹の子で蘆名盛高の母の養子、永正7年生まれ（『宇都宮彌三郎系圖』）[5]
3. 第11代将軍足利義澄の末子で母は蘆名盛高の娘、永正7年生まれ（『北越太平記』）[6]
4. 記載なし、永正8年生まれ（『王代一覧』）[7]
5. 第11代将軍足利義澄の次男の亀王丸、永正9年正月生まれ（『足利系図』）[8]
6. 記載なし、永正15年生まれ（『本朝続々史記』）[8]
7. 古河高基（古河公方足利高基）の四男、天文11年生まれ（『参州松平御系図大全』）[9]
8. 姓は三浦氏で奥州高田郷の出身、天文年間の生まれ（『和漢三才図會』）[10]
9. 蘆名盛高の一族で船木氏の子、天文22年生まれ（『陸奥国大沼郡高田郷龍興寺縁起』）[10]

須藤はさらに同様のものとして6つの異説を追加説明しているが、父として名があがるのは足利義澄・足利高基・船木道光または景光で、母方が蘆名氏、宇都宮氏、三浦氏などが出てくるが、明智光秀の父とされる人物の名はない。
同書の中で須藤は、一部の考証家に「天海は明智光秀が後身なり、光秀山崎の一戦に敗れ、巧みに韜晦隠匿して、出家して僧になり、徳川家康に昵懇して、深く其帷幕（いばく）に参し、以て豊臣氏を亡滅し、私かに当年の恨みを報いたり」という「奇説」を唱えるものがいると批判している。大正頃にはすでにこの説が唱えられていたとみられるが、須藤は、明智光秀が天海となったという説は全く根拠がないものだとして、天海の生地や生年が不明なことを悪用して「誰か異説を造作し、妄誕を附會する者あらんや」とデタラメであると怒っている。
南光坊天海＝明智光秀説なるものを示すような同時代史料は全く存在せず、中世史家の小和田哲男などの歴史学者の間においても「この説は広く支持されているものではない」としているが、会計学者の岩辺晃三のような支持者も存在する。

## 本能寺の変後の生存説
明智光秀は天正10年（1582年）の山崎の戦いの後に討たれたとされているが、山崎の戦い以降に光秀が存命していたとする説や伝承がいくつかある。ただしこれらの説は、光秀が天海になったと明示されていない。
1. 京都宇治の専修院と神明神社には、山崎の戦いの後に明智光秀を匿った伝承が残されている[要出典]。
2. 『和泉伝承誌』によると、山崎の戦いの後に明智光秀が京の妙心寺に姿を現し、その後光秀は和泉に向かったと書かれている[要出典]。
3. 本徳寺（現在は大阪府岸和田市にあるが、開基時には大阪府貝塚市鳥羽にあった）には、一時、明智光秀が潜伏していたという伝承があり、「鳥羽へやるまい女の命、妻の髪売る十兵衛が住みやる、三日天下の侘び住居」という俗謡が残っている[16]。
4. 比叡山の叡山文庫には、俗名を光秀といった僧の記録がある[17]。
5. 光秀が亡くなったはずの天正10年（1582年）以後に、比叡山に光秀の名で寄進された石碑が残っている[要出典]。
6. 岐阜県山県市中洞には、光秀が落ち延び、「荒深小五郎」と改名して関ヶ原の戦い頃まで生き延びたという伝承がある[18]。

## 天海と明智光秀の関係を窺がわせる根拠
同一人物説論者が根拠とするものには以下のようなものがある。
1. 日光に明智平と呼ばれる区域があり、天海がそう名付けたという伝承がある[要出典]。
2. 徳川家光の乳母には、明智光秀の重臣の斎藤利三の子の春日局が採用され、家光の子の徳川家綱の乳母には、明智光秀の重臣の溝尾茂朝の孫の三沢局が採用されていること。
3. 山崎の戦いで明智側についた京極家は、関ヶ原の戦いの折に西軍に降伏したにもかかわらず戦後加増された。一方、光秀寄騎でありながら山崎の戦いで光秀に敵対した筒井家は、慶長13年（1608年）に改易されていること。
4. 明智光秀の孫の織田昌澄は大坂の陣で豊臣方として参戦したが、戦後に助命されていること。
5. 明智光秀と天海は地蔵菩薩を信奉していたこと[要出典]。それぞれの地蔵菩薩像は京の廬山寺、江戸の正徳院に奉納され現存している[要出典]。
6. 天海の墓所（慈眼堂）が、明智光秀の居城があった近江坂本にあること。

## 天海＝明智光秀説の設定を使用している作品
- 『真田十勇士』：1989年、笹沢左保著（光文社、ISBN 978-4334708979）
- 『吉原御免状』：1989年、隆慶一郎著（新潮社、ISBN 978-4101174112）
- 『明智光秀』：1991年、早乙女貢著（文藝春秋、ISBN 4-16-723024-0）
- 『夢幻の如く』：1991年、本宮ひろ志著（集英社、ISBN 978-4088583211）
- 『天上天下』：2006年、大暮維人著（集英社、ISBN 978-4088771045）
- 『女信長』：2006年、佐藤賢一著（毎日新聞社、ISBN 978-4620107028）
- 『天眼 ─ 光秀風水綺譚』：2007年、戸矢学著（河出書房新社、ISBN 978-4309018348）
- 『覇王の番人』：2008年、真保裕一著 （講談社、ISBN 4-7926-0393-5）
- 『大逆本能寺』：2010年、円堂晃著（角川書店、ISBN 978-4890632640）
- 『玉精公記』：2010年、大石直紀著（小学館、ISBN 978-4094085297）
- 『戦国BASARA』シリーズ：2011年ほか、カプコン
- 『戦国ARMORS』：2011年、榊ショウタ著（集英社、ISBN 978-4088702780）
- 『ジュアニー―消えたキリシタン武将』：2012年、神本康彦著（文芸社、ISBN 978-4286119007）
- 『影風魔ハヤセ』：2013年、森田信吾著（小池書院、ISBN 978-4862259462）
- 『仁王』シリーズ：2017年ほか、コーエーテクモゲームス
- 『Fate/Grand Order』：2018年、TYPE-MOON
- 『縄文を創った男たち~信長、秀吉、そして家康』：2020年（破・常識屋出版、ISBN 978-4910000022）
- 『大征服者２』EasyTech